# Зубарева, Вера Васильевна
Вера Васильевна Зубарева (партийный псевдоним — «Курсистка», 23 июня 1896 — январь 1918) — студентка-медичка, революционерка-большевичка, один из организаторов и член Вятского комитета РСДРП(б). С началом Гражданской войны — медсестра. Погибла в плену у «калединцев».

## Биография
Родилась 23 июня (4 августа) 1896 года в Вятке. Отец — бухгалтер Вятской губернской земской управы, мать — фельдшер губернской земской больницы.
В 1913 году окончила с серебряной медалью Вятскую Мариинскую женскую гимназию.
В 1914 году поступила Женский медицинский институт в Петрограде, где вошла в подпольные студенческие революционные кружки, вела пропагандистскую работу среди рабочих Путиловского завода, распространяла нелегальную литературу.
Приезжая на каникулы в Вятку в 1915—1916 годах проделала большую революционную работу: доставляла нелегальную литературу, выделяя личные средства на её приобретение, производила сбор средств для оказания материальной помощи студентам, пыталась наладить связи с рабочими железнодорожных мастерских. Летом 1915 в деревне Мерзляки Вятского уезда помогала в устройстве яслей для крестьянских детей, лечила их. Обладала прекрасными организаторскими способностями устраивала собрания студенческой молодежи. В 1916 году принята в члены РСДРП(б).

…обращаю Ваше внимание на Веру Зубареву, курсистку женского медицинского института гор. Петрограда, в данное время проживающую в гор. Вятке, собств. дом Пупыревская площадь; она имеет много нелегальных книг и прокламаций, ведет деятельную переписку с арестованными студентами и курсистками, отбывающими наказание за политику в Петрограде и Казани. Она часто собирает общество студентов у себя на квартире… В марте она приезжала и привезла весьма много документов из Питера, чтобы во время обысков они не попались в руки петроградских жандармов— из донесения начальнику Вятского жандармского управления от 16 июля 1916 года
В 1917 одна из организаторов Вятского большевистского комитета. В двухэтажном обшитым тёсом доме Зуборевых на улице Владимирской у Пупыревской площади часто собирались вятские большевики, именно этом доме 30 мая 1917 года на собрании большевиков было выбрано временное бюро комитета.
Под псевдонимом «Курсистка» печаталась в издаваемый силами учащейся молодёжи в 1917 году журнале «Молодые порывы», который был значительным событием в культурной жизни Вятского края.
В декабре 1917 как медицинская сестра в составе Второго Петроградского красного отряда Красной гвардии отправилась на Южный ревфронт Гражданской войны на Дону. Этот отряд в 1 тыс. человек под командованием комиссара Евгения Трифонова провожал на фронт лично Ленин. Прибывший на Дон в начале января 1918 года отряд вошёл в составе войск Р. Ф. Сиверса.
В конце января 1918 года у села Большие Салы попала в плен к «белоказакам» — «калединцам», после истязаний её привязали к телеграфному столбу и использовали как мишень для стрельбы.

## Память
Имя Веры Зубаревой в 1957 году было присвоено средней школе № 22 города Кирова, где до революции находилась гимназия, в которой она училась.
На доме Зубаревых была установлена мемориальная доска. Этот дом больше века стоял во дворе дома № 42 по ул. Карла Маркса, но в 2010-х годах снесён под новостройку № 42б.

## Повесть
Кировский писатель Владимир Ситников написал повесть о жизни Веры Зубаревой — «Горячее сердце» — пять лет посвятив работе: «Жизнь Веры Зубаревой, человека кристальной души, увлекла меня, и в течение пяти лет я жил новой повестью, отдавая сбору материалов, работе над нею и вечерние часы, и выходные дни, и отпуска».
Повесть вышла в 1962 году, и затем дважды переиздавалась в 1966 и 1977 годах, получив положительные отзывы критики.

Повесть Владимира Ситникова — волнующая книга «о самом счастливом счастье» творцов социалистической революции. В её основу легли действительные события, имевшие место в Вятке и в Петрограде, но это прежде всего художественное произведение. Простой, ясный язык повести «Горячее сердце» во многом выигрывает при сравнении с языком первых произведений Вл. Ситникова. Образ Веры Зубаревой, образ девушки, всецело подчинившей свою жизнь революции, полюбится читателям.— литературный журнал «Нева», орган Союза писателей СССР, 1962 год
Кроме того, в 1971 году вышел документальный очерк Владимира Ситникова о революционерке: «Вера Зубарева. 1896—1918 г.».